# 王成意
王成意（1983年7月17日—），浙江省宁波象山人，中国国家射击队成员。

## 生涯
1995年，王成意加入宁波市体育运动学校，师从虞利华，与杨倩同门。四年后，王成意加入浙江省射击队二队。2001年，入选中国国家射击队。
2001年，她在九運會中的女子個人三姿運動步槍小項得銅牌。2002年，她在全國射擊錦標賽中的氣步槍賽贏得冠軍、世界盃中的女子個人三姿運動步槍小項季軍。其後又在世界盃中的女子氣步槍40發項目得亞軍、长沙市城運會的女子50米小口徑運動步槍3x20項目冠軍得主以及全國射擊冠軍賽中的女子氣步槍冠軍，這都是2003年的事。
2004年，王成意在亞洲射擊錦標賽中與王嫻與單紅在女子女子團體三姿步槍小項奪得冠軍，之後在世界盃射擊賽中的女子個人三姿運動步槍小項名列第七，及後在雅典奧運女子個人三姿運動步槍小項获得铜牌。
2005年，王在十運會中的女子個人三姿運動步槍小項最終排名第4。翌年的意大利米蘭站世界杯中，她於女子個人三姿運動步槍小項首次成為冠軍得主。而在12月進行的多哈亞運中，她先後以1745環及685.4環的成績摘下了女子团体三姿運動步槍小項及女子個人三姿運動步槍小項的金牌。之后她还取得了女子個人50米步槍臥射小項的銅牌以及女子團體50米步槍臥射小項的銀牌，成績是760環。2011年，她在全国射击冠军赛中，获得了女子小口径步枪三姿项目冠军和步枪60发卧射亚军。同年8月，在深圳举行的第26届世界大学生夏季运动会上，她获得50米步枪卧射和50米步枪3×20的两枚团体金牌，以及50米步枪卧射个人一枚银牌。